# Xã Mission, Quận LaSalle, Illinois
Xã Mission (tiếng Anh: Mission Township) là một xã thuộc quận LaSalle, tiểu bang Illinois, Hoa Kỳ. Năm 2010, dân số của xã này là 3.972 người.